# Töttleben
Töttleben, Erfurt-Töttleben – dzielnica miasta Erfurt w Niemczech, w kraju związkowym Turyngia.